# المحلين (الحيمة الخارجية)

تعديل مصدري - تعديل

المحلين هي إحدى قرى عزلة بنى شمهان بمديرية الحيمة الخارجية التابعة لمحافظة صنعاء، بلغ تعداد سكانها 130 نسمة حسب تعداد اليمن لعام 2004.